# Weir Hill
Weir Hill ist ein 194 Acres (0,8 km²) umfassendes Naturschutzgebiet rund um die gleichnamige Erhebung bei der Stadt North Andover im Bundesstaat Massachusetts der Vereinigten Staaten. Es wird von der Organisation The Trustees of Reservations verwaltet.

## Geschichte
Es ist historisch belegt, dass der 305 ft (93 m) hohe Weir Hill bereits von den Indianern genutzt wurde. Eine archäologische Untersuchung im Jahr 1968 fand die Überreste eines Zeltlagers im südöstlichen Bereich des heutigen Schutzgebiets. Die Indianer nutzten den Hügel und seine Umgebung als Jagdrevier sowie zum Fischfang mittels Reusen (englisch weir), die dem Hügel seinen Namen gaben.
In der Mitte des 17. Jahrhunderts rodeten die Siedler den Hügel, um Raum für Weideplätze ihrer Rinder und Schafe zu gewinnen. Im 18. und 19. Jahrhundert wurden Staudämme errichtet, die den Cochichewick Brook an mehreren Stellen aufstauten und so Wasserenergie für den Betrieb von Sägewerken und Kornmühlen bereitstellten. Der so entstandene See Lake Cochichewick versorgt zudem seit mehr als 100 Jahren die Stadt North Andover mit Trinkwasser.
1853 heiratete Moses T. Stevens seine Frau Charlotte Emeline Osgood. Er besaß eine einträgliche Flanell-Fabrik, aus deren Gewinnen er die Grundstücke am Westufer des Sees aufkaufte, darunter auch den Weir Hill. Dort errichtete Stevens einen Landsitz auf einem Grundstück mit über 500 Acres (2 km²) Fläche, zu dem ein Haupthaus und mehrere Nebengebäude zählten. Moses Stevens war darüber hinaus einer der Gründer des 1897 errichteten North Andover Country Club. Die Grundmauern des ersten Clubhauses sind noch heute im südöstlichen Bereich des Hügels in unmittelbarer Ufernähe zu sehen. 1909 wurde das Clubhaus auf die gegenüberliegende Seite des Sees verlegt, wo ausreichend Land für die Errichtung eines Golfplatzes und eines neuen Clubhauses vorhanden war.
Charles A. Stevens übereignete die ersten Teilbereiche des heutigen Schutzgebiets 1968 an die Trustees. Weitere Schenkungen erfolgten 1975 und 1994.

## Schutzgebiet
Im heutigen Schutzgebiet stehen den Besuchern 4 mi (6,4 km) Wanderwege zur Verfügung, die in verschiedene Abschnitte unterteilt sind. So führt der Edgewood Farm Trail zum Ufer des Sees, während der Stevens Trail auf den Hügel hinauf führt, von wo aus der Blick entlang des Merrimack Valley an einem klaren Tag bis zu den Bergen Mount Wachusett und Mount Monadnock reicht.
Zum Schutzgebiet gehören darüber hinaus ein 60 Acres (24,3 ha) großer Mischwald aus Eichen und Hickory, nur zeitweise bestehende Bäche sowie Feuchtwiesen. Der Hügel bietet ebenso einen Lebensraum für seltene und teilweise bedrohte Pflanzenarten wie die Orchidee habenaria dilitata, den Buschklee lespedeza violacea oder die Schwarznuss.